# Synagogue Palaprat
Pour les articles homonymes, voir Palaprat.
La synagogue Palaprat est une synagogue de la ville Toulouse, chef-lieu de la région Occitanie, en France. Elle est située au no 2 rue Jean-Palaprat, d'où elle tient son nom, à l'intersection de la rue de la Colombette.
Fondée en 1837 pour desservir la petite communauté juive toulousaine, elle est la plus ancienne synagogue de la ville, toujours en activité. Elle n'est cependant plus la synagogue principale depuis l'ouverture de la grande synagogue Hekhal David, située au no 2 place Pierre-Paul-Riquet, au cœur du centre communautaire juif Espace du Judaïsme. La synagogue Palaprat existant avant la loi de séparation des Églises et de l'État de 1905, elle est la seule synagogue de la ville propriété de la commune, qui en assure depuis l'entretien.

## Historique

### Naissance d'une communauté et inauguration de la synagogue Palaprat
Au début du XIXe siècle, la communauté juive toulousaine est relativement réduite. Lors du recensement de 1807, la ville ne compte que 87 Juifs : elle ne peut donc pas être le siège d'un consistoire et dépend donc du consistoire de Bordeaux. À partir de 1812, elle est dirigée spirituellement par un rabbin provisoire. En 1837, elle s'installe dans une maison de la rue de la Colombette, dans le faubourg Saint-Aubin, un quartier qui se développe grâce à l'industrialisation entre les nouveaux boulevards et le canal du Midi. La maison, louée à un certain M. Gleyzes, se trouve à l'angle de la nouvelle rue Palaprat, percée trois ans plus tôt.
En 1844, à la suite de la création du consistoire du Saint-Esprit, à Bayonne, la communauté toulousaine est détachée de Bordeaux. On estime qu'à cette date, il n'y a à Toulouse qu'une vingtaine de familles juives résidentes, la majorité des fidèles étant des colporteurs de passage. En 1852, le premier rabbin permanent est nommé en la personne de Léon Oury, un Juif originaire d'Alsace. En novembre 1855, il se tourne vers la municipalité toulousaine afin d'acheter la maison de M. Gleyzes : en 1857, à la suite d'un accord trouvé entre la communauté, la mairie et le propriétaire, qui doit effectuer un certain nombre de travaux, la synagogue de la rue Palaprat devient propriété de la commune pour la somme de 9 000 francs.  
La communauté se développe à partir de la seconde moitié du XIXe siècle, et surtout à partir de 1870 avec la venue de Juifs d'Alsace-Lorraine, annexée par l'Empire allemand à la suite de la guerre franco-allemande et du traité de Francfort. La communauté se renforce également de Juifs venus de l'Empire russe, fuyant les pogroms antisémites. En 1887, l'annuaire de la Haute-Garonne donne le nombre de 650 Juifs pour tout le département, dont plus de la moitié, soit 350 personnes, pour la ville de Toulouse. À la fin du XIXe siècle, la communauté est estimée entre 400 et 500 fidèles.
À la suite de la loi de 1905 qui institue la séparation des Églises et de l'État, les Juifs de Toulouse créent en 1906 l'association cultuelle israélite de Toulouse, dont le siège se situe à la synagogue Palaprat. L'association a pour but l'entretien des lieux de culte et la célébration du culte à Toulouse et dans les départements voisins.
Durant l'entre-deux-guerres, la communauté connaît des difficultés financières et même d'existence. Elle reste très disparate, entre des Juifs installés de longue date, des Alsaciens, des Turcs, Libanais, Égyptiens et de nouveaux émigrés en provenance d'Europe de l'Est et d'Allemagne. Ces difficultés sont révélées par la vacance du poste de rabbin entre 1923 et 1937 et l'absence de Talmud Torah pour la formation religieuse des jeunes. Les offices sont célébrés par un hazzan, David Nahon. En 1937, est nommé rabbin de Toulouse Guido Scialtel, d'origine livournaise. Il est remplacé au mois de juillet 1938 par Moïse Cassorla, né à Bitola en Macédoine serbe et venu en 1936 à Paris pour étudier au Séminaire israélite de France.

### Seconde Guerre mondiale

#### Entrée en Résistance
La synagogue Palaprat reste officiellement ouverte pendant la quasi-totalité de la Seconde Guerre mondiale malgré les rafles de Juifs. Les services religieux sont assurés par le rabbin Moïse Cassorla assisté de David Nahon jusqu'en 1943, puis par le rabbin Nathan Hosanski jusqu'à son arrestation en janvier 1944. Fermée pendant les derniers mois de la guerre, elle est rouverte solennellement le 3 septembre 1944, deux semaines après la Libération de la ville, lors d'une cérémonie religieuse conduite par le rabbin Mossé.
Après l'invasion de la zone libre par les troupes allemandes, les rafles se succèdent. Clara Malraux mentionne dans son livre Et pourtant j'étais libre…, une des rafles qui s'est déroulée dans la synagogue Palaprat, mais sans en mentionner la date.
Le poète Claude Vigée, de son vrai nom Claude Strauss, qui séjourne à Toulouse de 1940 à 1942 suit, malgré les risques, l'enseignement du rabbin et raconte : « C'était la nuit, tous rideaux tirés, dans la petite synagogue de la rue Palaprat. » Il s'engage dans l'Action juive et la Résistance, il est dénoncé, mais prévenu à temps de son arrestation imminente, il réussit à s'enfuir aux États-Unis. Lors d'un colloque organisé en avril 2005 à l'Université de Nanterre par Sylvie Parizet, Claude Vigée parle de sa rencontre avec l'historien helléniste, Pierre Vidal-Naquet pendant la guerre à Toulouse :
«  Nous nous réunissions à la synagogue de Toulouse, rue Palaprat (il y avait là, avant la guerre, une petite communauté juive, mi-sépharade mi-ashkénaze, d'environ neuf cents personnes). Nous avions pris l'habitude de nous réunir là en secret – le régime de Vichy interdisait toute réunion, quelle qu'elle soit, de juifs dans les territoires occupés – pour nous former. Avec l'aide du rabbin Cassorla, nous avons appris peu à peu ce qu’était l’histoire juive européenne après la chute de Jérusalem.

Nous en sommes venus à parler très naturellement, dans ce cercle clandestin d'études juives, de La Guerre des Juifs. Nous avons ainsi buté sur le cas de la résistance juive contre les Romains, et nous nous sommes tout de suite posé la question cruciale : que faire avec Vichy, avec la Milice, avec les nazis ? Nous étions confrontés à des problèmes terriblement semblables à ceux des juifs de cette époque-là. Nos aînés ont alors eu l'idée d’organiser un tribunal pour juger Flavius Josèphe : c'est là où se situe mon lien avec Pierre Vidal-Naquet. »
La synagogue Palaprat devient le centre de la résistance juive dans le Midi toulousain et voit la création de l'Armée juive à Toulouse par deux sionistes résistants d'origine russe, David Knout, dont la femme Ariane (alias Régine) est tuée par la Milice le 22 juin 1944, et Abraham Polonski. Le 23 août 1943, la synagogue est encerclée par la milice française qui menace les fidèles d'exécution s'ils ne divulguent pas les noms des résistants. Le siège n'est levé qu'après l'intervention du préfet de région et de l'intendant de police.

#### Interventions deMgrSaliège, archevêque de Toulouse

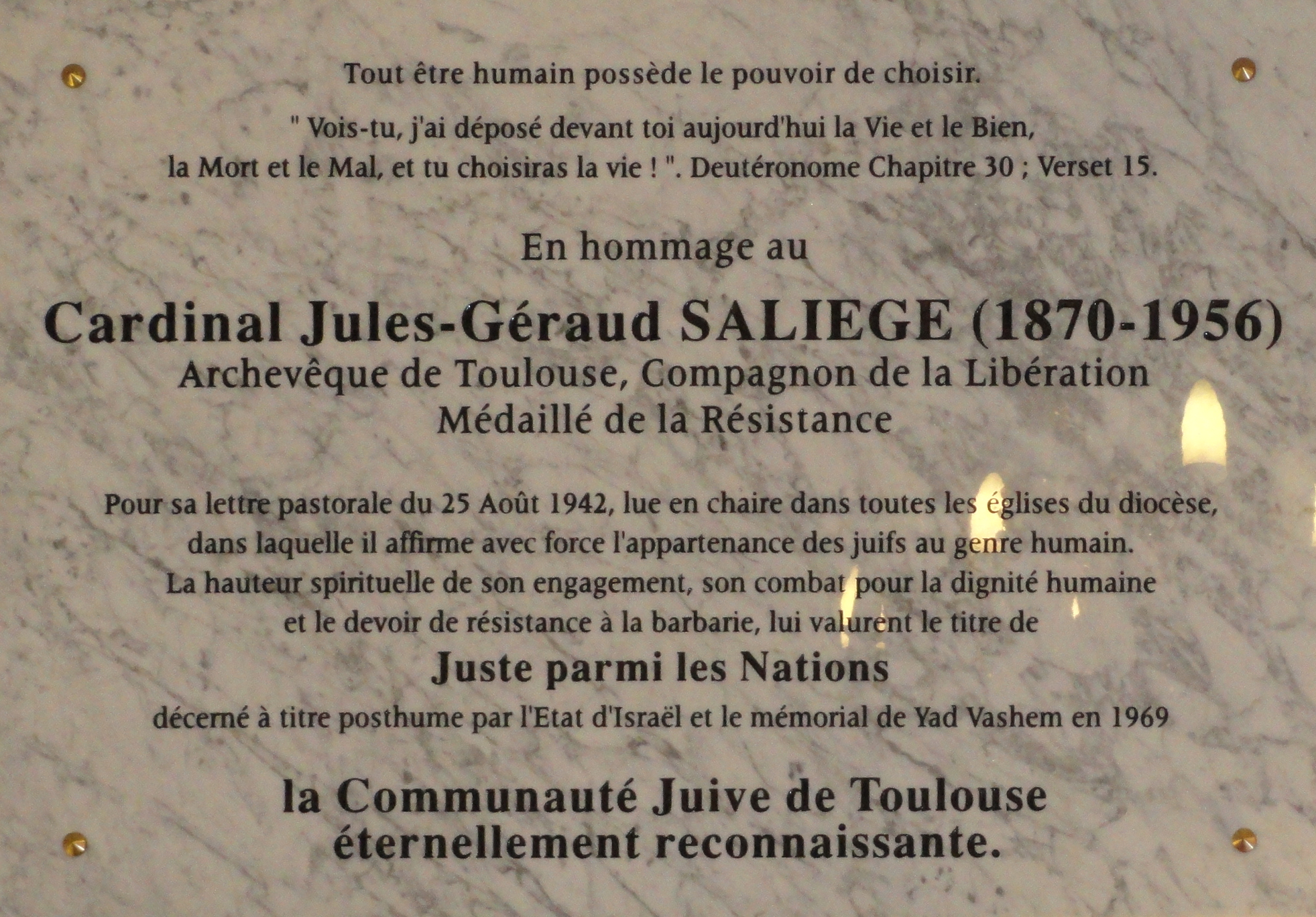
Plaque commémorative à la mémoire de Mgr Saliège, située à l'intérieur de la synagogue Palaprat.

L'archevêque de Toulouse, Monseigneur Jules Saliège (1870-1956), dès le 19 février 1939 condamne fermement le racisme, et en pleine guerre, le 23 août 1942, il ordonne la lecture dans toutes les paroisses de son diocèse d'une lettre pastorale intitulée Et clamor Jerusalem ascendit (« Et un cri monta jusqu'à Jérusalem »), qui est une violente dénonciation des persécutions antisémites. Par la suite, il fait tout son possible avec certains prêtres de son diocèse pour tenter de protéger les Juifs de Toulouse en leur fournissant de faux certificats de baptême. Mgr Saliège est arrêté par la Gestapo le 9 juin 1944 mais n'est pas déporté en raison de son état de santé.
Après la guerre, Mgr Saliège reçoit, en 1969, le titre de « Juste parmi les nations » par le mémorial de Yad Vashem, au nom d'Israël. Le 14 janvier 2009, le grand-rabbin de France, Gilles Bernheim, se rendant en visite pastorale à Toulouse, dévoile en compagnie de Mgr Robert Le Gall, archevêque de Toulouse, une plaque commémorative en l'honneur de Mgr Saliège à la synagogue Palaprat,, sur laquelle sont inscrites les phrases suivantes :
« Tout être humain possède le pouvoir de choisir.
"Vois tu, j'ai déposé devant toi aujourd'hui la Vie et le Bien, 
la Mort et le Mal, et tu choisiras la vie"; Deutéronome ; Chapitre 30; Verset 15.
En hommage au
Cardinal Jules-Géraud SALIEGE (1870-1956)
Archevêque de Toulouse, Compagnon de la Libération,
Médaillé de la Résistance
pour sa lettre pastorale du 25 août 1942, lue en chaire dans toutes les églises du diocèse,
dans laquelle il affirme avec force l'appartenance des Juifs au genre humain.
 La hauteur spirituelle de son engagement, son combat pour la dignité humaine
 et le devoir de résistance à la barbarie lui valurent le titre de
Juste parmi les Nations
décerné à titre posthume par l'État d'Israël et le mémorial de Yad Vashem en 1969.
 La Communauté Juive de Toulouse
éternellement reconnaissante. »
L'appel de Mgr Saliège ne change en rien la politique du gouvernement de Vichy, qui quelques jours après cet appel, les 1er et 3 septembre 1942, fait partir vers l'Allemagne deux convois des camps de la Haute-Garonne.

### Deuxième moitié duXXesiècle
En 1951, des divisions internes ainsi que des conflits d'ego entre les membres dirigeants de la communauté, entraînent une opposition entre les Juifs séfarades, venus d'Orient et principalement de Turquie et d'Égypte et arrivés en majorité dans les années 1920, et ashkénazes originaires en grande majorité de Pologne, conduisant M. Gerson, un des plus importants mécènes de la communauté à ouvrir un oratoire privé qui célèbre les Bar-Mitzvahs, les mariages et les inhumations. La communauté doit alors faire face à de grosses difficultés financières. Quand le rabbin André Chékroun, originaire d'Algérie, futur grand-rabbin de la synagogue de la Victoire à Paris, quitte en octobre 1952 le poste qu'il occupait depuis 1947, il faut attendre quatre mois pour le remplacer par le rabbin René-Samuel Sirat, futur grand-rabbin de France, lui aussi originaire d'Algérie, qui officie jusqu'en 1955. Après son départ pour d'autres fonctions, la communauté reste trois ans sans chef spirituel jusqu'en août 1958 et la nomination du rabbin Rozen, d'origine polonaise.
En 1962, la communauté accueille de très nombreux Juifs d'Afrique du Nord et principalement d'Algérie. À l'époque, il existe à Toulouse trois lieux de culte juifs : la synagogue Palaprat, l'oratoire Gerson et la Yechouroun (les religieux orthodoxes). En septembre 1962, un des groupes de rapatriés les plus importants, originaire de Constantine, ouvre une nouvelle synagogue, la Vieille nouvelle synagogue afin de pouvoir officier suivant leur rite spécifique. En 1965, la communauté a complètement changé du point de vue de son importance : il y a à Toulouse, un rabbin et trois ministres de culte, un shohet (abatteur rituel), trois mohelim (circonciseurs), la hevra kaddisha pour les derniers devoirs et huit professeurs d'hébreu. Le rabbin Rozen est en grande partie responsable de cette transformation.
À la fin des années 1960, le nombre de lieux de culte se multiplie pour répondre aux différents rites : rite portugais à la synagogue Palaprat, rite ashkénase à la Yéchouroun rue Jules-Chalande et à la maison communautaire, rite turc à l'oratoire Gerson, rite constantinois à la VNS et rue du Pech.
En 1967, arrive un nouveau rabbin, Georges Haïk, d'origine séfarade, qui reste à  Toulouse jusqu'à son départ pour Paris en 1981, mais qui revient trois ans plus tard, en 1984, avec le titre de grand-rabbin de Toulouse et des Pays de la Garonne. Poste qu'il occupera jusqu'en 1998 avant de s'installer en Israël.
Le 18 décembre 1998, l'Espace du judaïsme qui intègre la nouvelle grande synagogue de Toulouse, est officiellement inauguré place Riquet. La synagogue Palaprat reste ouverte, mais perd son rôle de synagogue principale de Toulouse. Le siège du consistoire est aussi transféré place Riquet.
Avant son départ, le Grand rabbin Haïk prend le soin de  placer le rav Gilles-Israël Zerdoun pour animer spirituellement la synagogue, qui est officiellement intronisé quelques années plus tard par Gilles Bernheim, grand-rabbin de France.
Durant toutes ces années, le hazzan de la synagogue est David Benssousan. Il est remplacé par Gérard Attaiech dans les années 2000.
Ainsi, jusqu'à ce jour, Messieurs Attaiech et Zerdoun, délégués rabbiniques, assurent la pérennité de la synagogue de la rue Palaprat.
Il y a lieu de préciser que le rav Wolff occupe le poste de rabbin de la synagogue pendant une courte période du début des années 2000, sans destituer les délégués rabbiniques en poste.
Toulouse est devenu le siège d'un grand-rabbinat en raison du nombre de Juifs vivant dans la ville et ses environs et estimé par le consistoire central à 20 000 personnes, dont la grande majorité constituée de rapatriés d'Afrique du Nord, faisant de Toulouse la cinquième ville française par l'importance de sa population juive.

## Description

### Extérieur

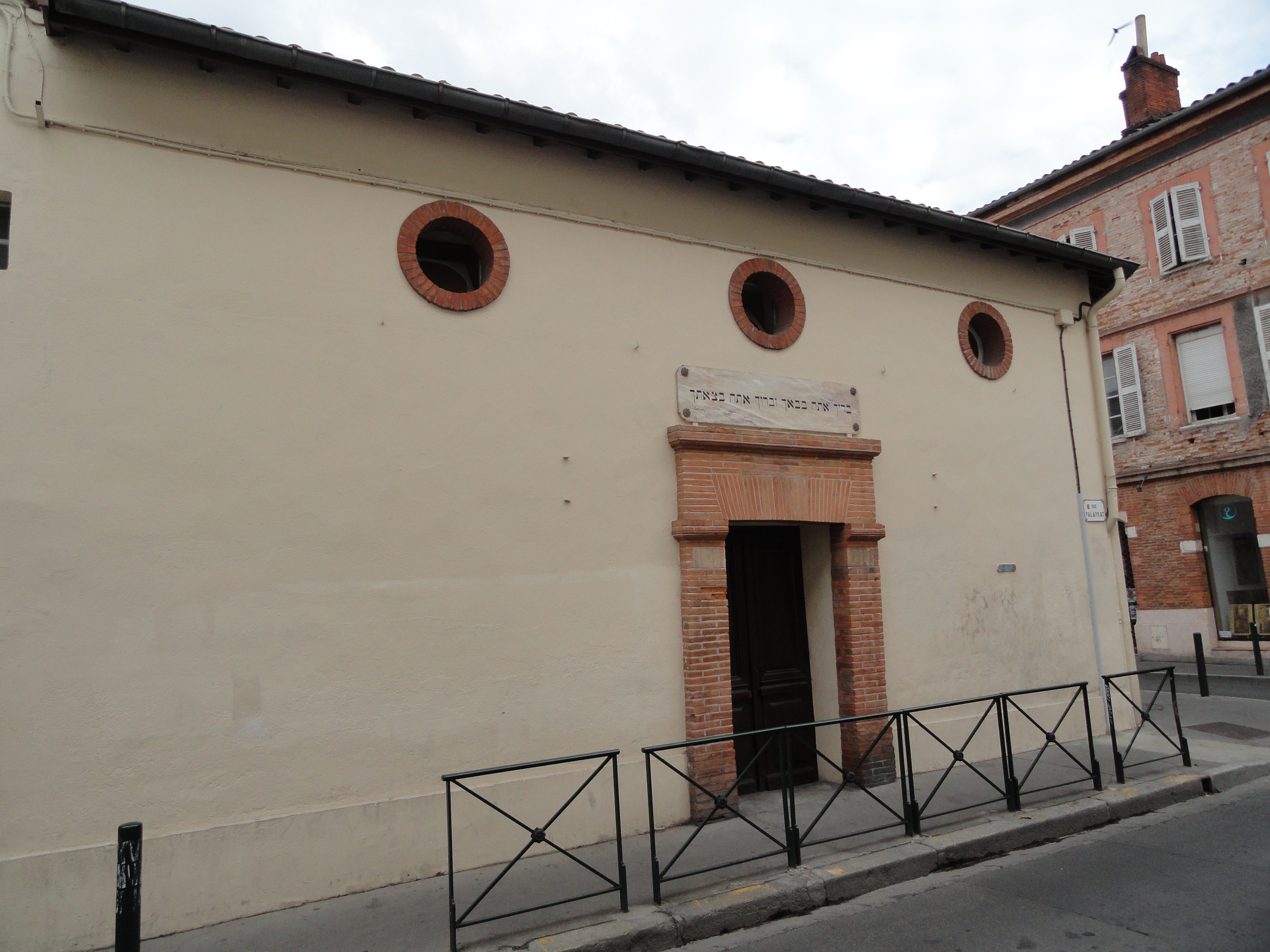
La synagogue vue de la rue Jean-Palaprat.

La synagogue Palaprat est une synagogue excessivement simple de l'extérieur, sans comparaison avec la synagogue de Bordeaux datant de 1877 ou même celle de Bayonne de 1836. Ce dépouillement s'explique par la petite taille de la communauté juive au moment de sa construction. Elle ne bénéficie d'aucun signe distinctif d'une synagogue, à l'exception d'une inscription rapportée, en hébreu, apposée au-dessus du linteau de la porte d'entrée principale :   
ברוך אתה בב[ו]אך וברוך אתה בצאתך Barukh atah be-boekha ubarukh atah be-tzetekha (Tu seras béni à ton arrivée, et tu seras béni à ton départ).
La façade sur la rue Palaprat comprend la porte d'entrée principale, fermée sauf pendant les fêtes et les cérémonies, et une petite porte sur le côté donnant sur un vestibule. La porte principale en bois, à deux battants, est encadrée par un chambranle en briques roses saillantes. Les pieds-droits terminés par une imposte soutiennent un épais linteau, formé de briques horizontales et verticales disposées en éventail, surmonté d'une petite corniche de briques. Au niveau du premier étage, les trois œils-de-bœuf circulaires, avec un encadrement de briques apportent de la lumière à l'intérieur de la synagogue à hauteur de la galerie des femmes.
Du côté de la rue de la Colombette, des fenêtres rectangulaires et un œil-de-bœuf éclairent la salle de prière. Une porte donnant directement sur la salle de prière est condamnée. Les murs sont enduits et peints en blanc, faisant ressortir le rose des encadrements des baies.

### Intérieur

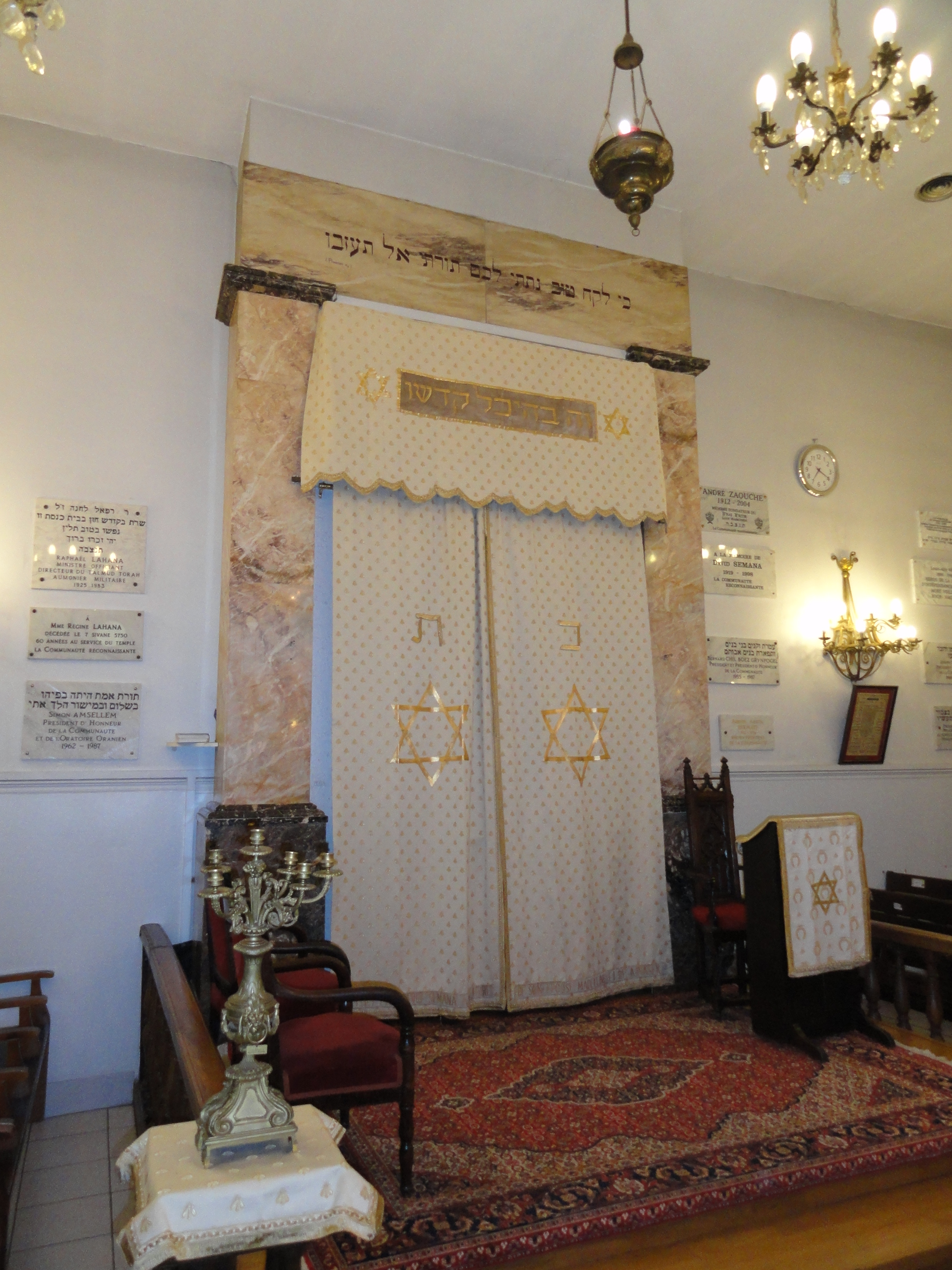
L'Arche Sainte.

La salle de prière est rectangulaire de dimension approximativement neuf mètres sur douze. L'Arche Sainte se trouve sur le mur est, de façon que les fidèles soient orientés vers Jérusalem lors de la prière. On accède à l'Arche Sainte par trois marches conduisant à une estrade entourée de deux côtés d'une balustrade en bois. L'Arche est encadrée de deux pilastres de section rectangulaire en marbre rose, sur une haute base en marbre gris, et surmontés d'un léger chapiteau de même couleur. Le linteau porte l'inscription en hébreu tiré du Livre des Proverbes : 
« Car je vous donne de bons conseils : ne rejetez pas mon enseignement ».
La disposition intérieure de la salle de prière répond au rite séfarade: la Bimah en bois se trouve au milieu de la salle. Les fidèles s'assoient sur des chaises devant la Bimah ou sur des bancs en bois situés sur les côtés et derrière. Devant la Bimah, se trouve une grande Menorah (chandelier à sept branches) en bronze éclairée par des ampoules électriques.
Une grande partie des murs est couverte de plaques commémoratives en l'honneur de fidèles disparus. Au-dessus de la porte, sur le côté droit, se trouve une plaque plus importante commémorant l'action du cardinal Saliège. À sa droite, la liste des membres de la communauté « victimes de la barbarie allemande »
On accède à la galerie réservée aux femmes par un escalier en bois se trouvant à droite de la porte d'entrée principale. La galerie au premier étage se situe sur le mur ouest, avec des avancées sur les murs latéraux nord et sud. La galerie est soutenue par six colonnes cylindriques, renforcés à l'arrière par quatre piliers de section carrée.

## Galerie

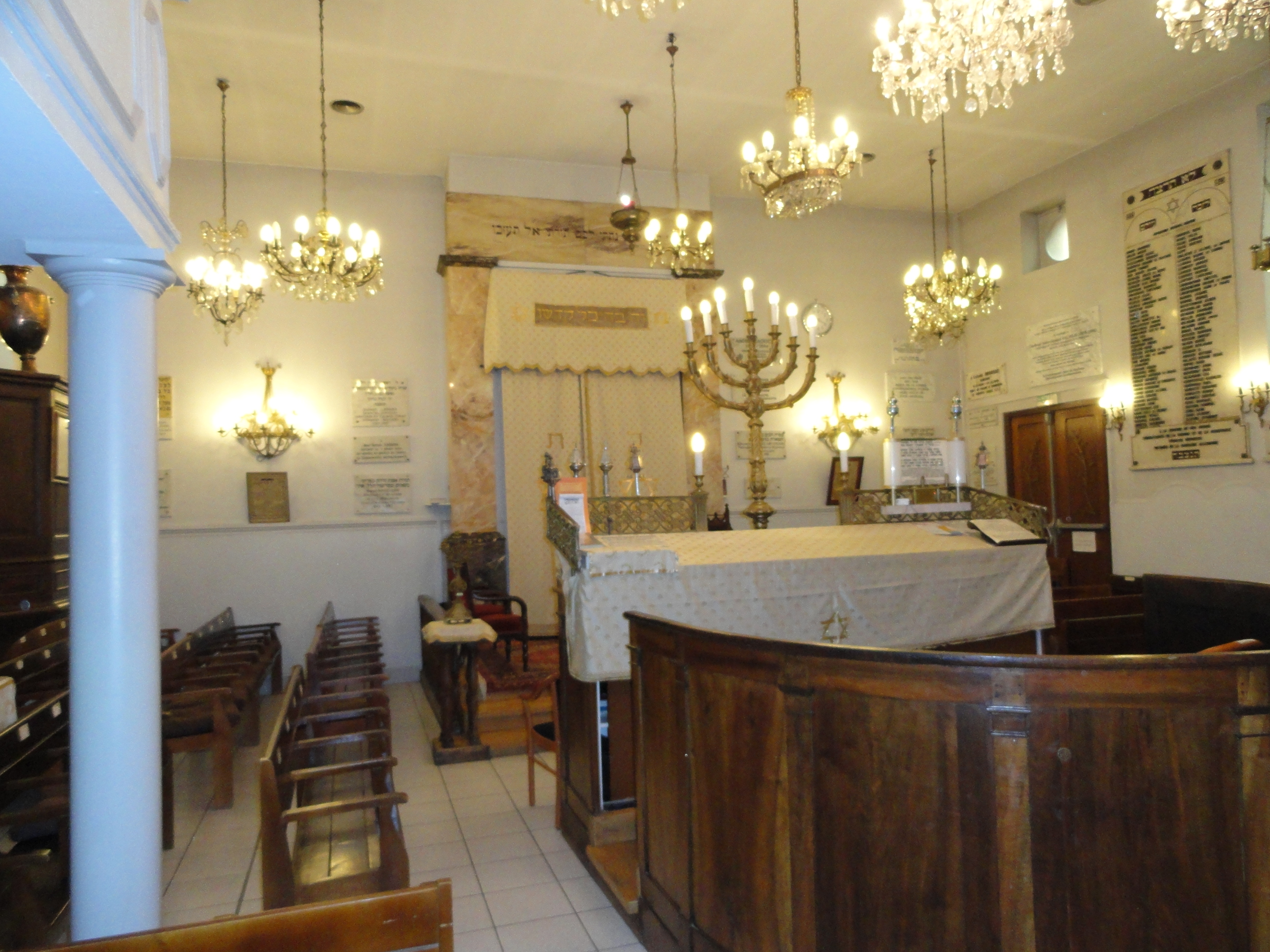
Vue générale de la salle de prière avec l'Arche Sainte et la Bimah.
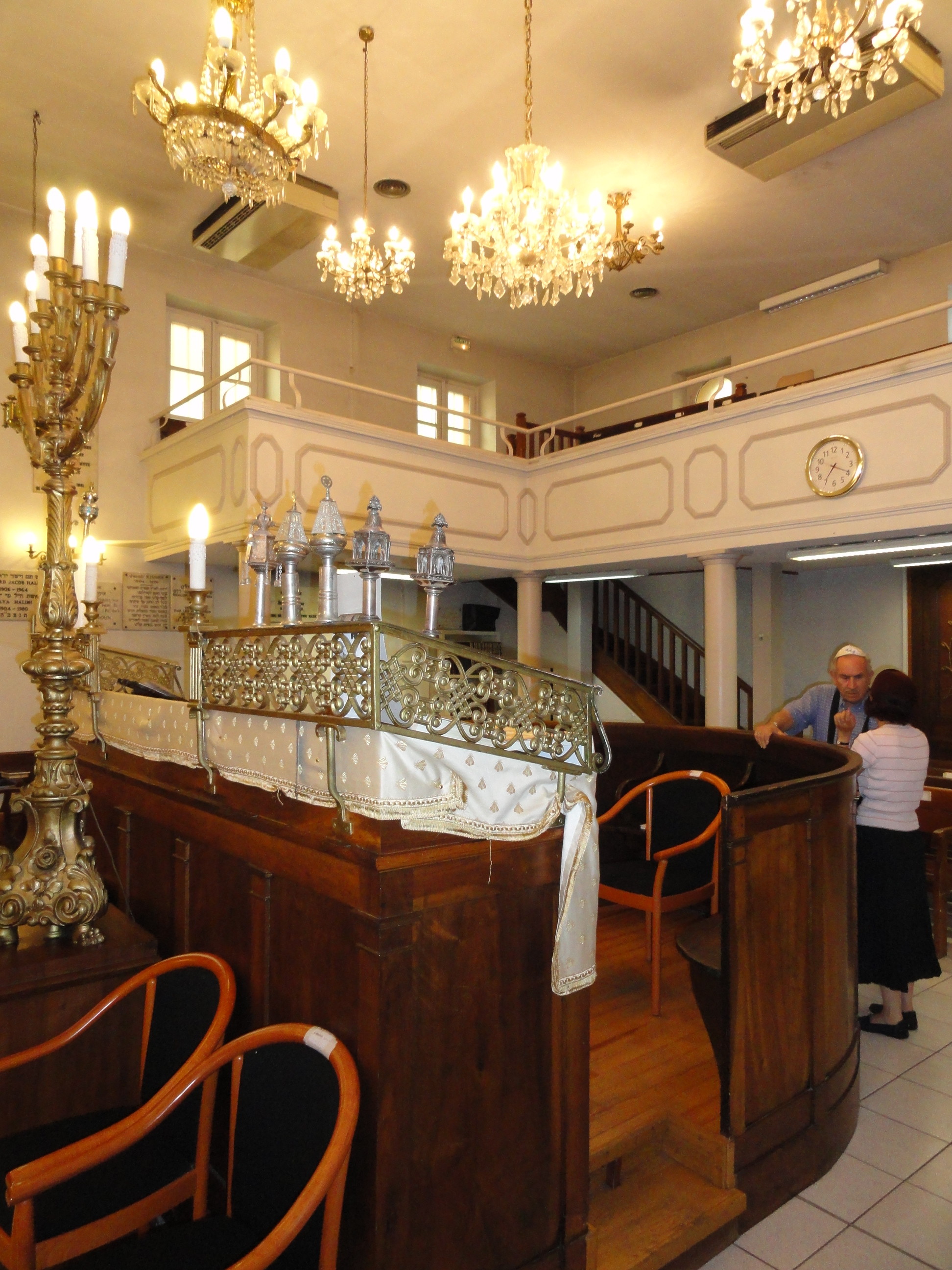
Vue détaillée de la Bimah.
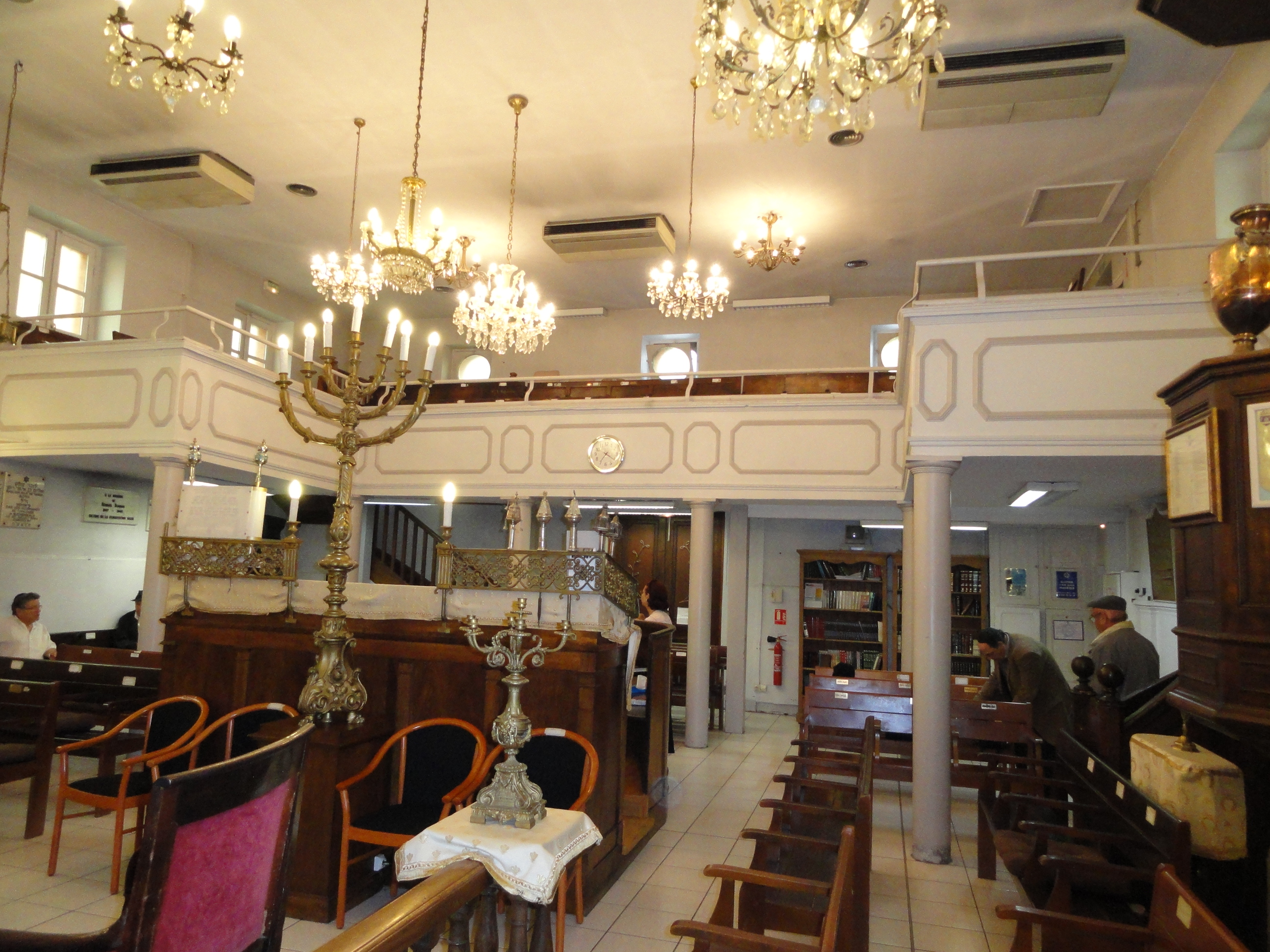
Vue arrière avec la galerie des femmes.
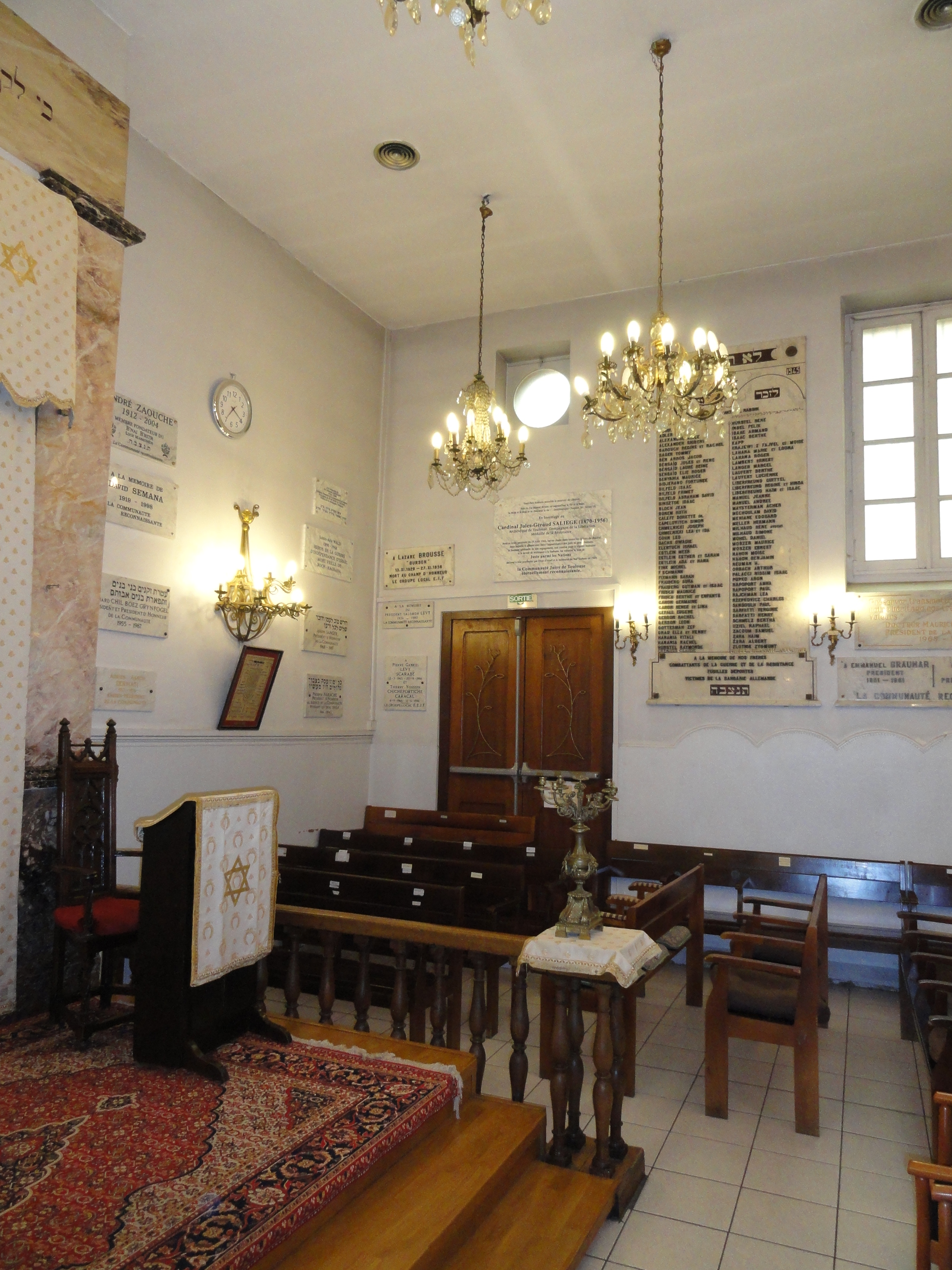
Vue du côté droit avec une partie des plaques commémoratives.